# Derrick Phelps
Derricks Phelps, né le 31 juillet 1972 à Queens, est un joueur américain de basket-ball. Il évolue au poste de meneur.

## Palmarès
- 1992-1993: Champion NCAA avec UNC.
- 1998-1999: Vice-champion d’Allemagne avec Bonn.
- 2000-2001: Champion d’Allemagne avec Berlin.
- 2000-2001: Vainqueur de la Coupe d’Allemagne avec Berlin.
- 2001-2002: Champion d’Allemagne avec Berlin.
- 2001-2002: Vainqueur de la Coupe d’Allemagne avec Berlin.
- 2009-2010: Finaliste de la Coupe de Roumanie.

## All-Star Game
- 1989-1990: Participe au McDonald’s all american Game.
- 1999-2000: Participe au All-Star Game allemand.
- 2000-2001: Participe au All-Star Game allemand.
- 2001-2002: Participe au All-Star Game allemand.

## Nominations
Drafts
- 1994: Drafté pendant la Draft expansion en tant que 6e choix par Vancouver (NBA).
- 1994: Drafté au premier  tour en tant que 8e choix par Chicago (CBA).

Titres individuel
- 1994-1995: Membre de la CBA All-Rookie Team.
- 1998-1999: Membre du Second cinq étranger d’Allemagne.
- 1999-2000: Membre du Meilleur cinq étranger d’Allemagne.
- 1999-2000: Membre de la All-defensive Team d’Allemagne
- 2000-2001: Membre du Meilleur cinq étranger d’Allemagne.
- 2000-2001: Élu MVP étranger du championnat allemand.